# Red Book (norme CD audio)
Pour les articles homonymes, voir Red Book (homonymie).
Red Book ou Compact Disc Digital Audio (CDDA) est le nom du standard des CD audio.

En 1980, Philips et Sony en publient la première édition. Le Red Book est adopté par le Digital Audio Disc Committee et est normalisé par l'IEC 60908.

## Histoire
Le nom Red Book (signifiant en français livre rouge) vient de la couleur du livre contenant les spécifications physiques et sonores établies par Sony Corporation et Philips en 1980.
Depuis, des extensions ont été publiées dont les spécifications ont été définies dans des livres de couleurs différentes, comme le Yellow Book (livre jaune) pour les CD-ROM. Toutes ces spécifications sont connues comme les Rainbow Books (livres arc-en-ciel).

## Spécifications audio duRed Book
Les spécifications de base :
1. la durée maximum du programme est de 79,8 minutes[2] ;
2. la durée minimum d'une piste ((en) track (en)) est de 4 secondes (incluant 2 secondes de pause) ;
3. le nombre maximum de pistes est de 99 ;
4. le nombre maximum d'index (subdivisions, repère d'une piste) est 99, sans limite de durée ;
5. le code ISRC (International Standard Recording Code) doit être inclus.